# Якість (шахи)
Якість (у шахах) — цінність шахових фігур, яка виражає перевагу тури над легкою фігурою (конем або слоном). Розмін легкої фігури на туру супротивника означає виграш якості, для суперника — втрату якості. Жертва якості означає навмисний обмін тури на одну з легких фігур супротивника. Жертвуючи якість, гравець сподівається отримати натомість інші переваги, наприклад, виграш темпу, кращу позицію, перехоплення ініціативи або розвиток атаки. Часто жертву якості застосовують і як оборонний засіб — гравець жертвує якість, знищуючи легку фігуру суперника, яка активно бере участь в атаці.
Якість за пішака (два, три пішаки) означає, що у гравця є легка фігура та пішак (два пішаки, три пішаки), а у суперника — тура. Зазвичай, достатньою компенсацією за якість вважають два пішаки.